# دیدنی‌های تاریخی کالیفرنیا در شهرستان کالاوراس، کالیفرنیا
دیدنی‌های تاریخی کالیفرنیا در شهرستان کالاوراس، کالیفرنیا (به انگلیسی: California Historical Landmarks in Calaveras County) فهرستی از مناطق و اماکن دیدنی‌های تاریخی کالیفرنیا (CHLs) شامل ساختمان‌ها، سازه‌ها، مکان‌ها یا مکان‌هایی هستند که در ایالت کالیفرنیا، ایالات متحده تعیین شده‌اند که بدینوسیله اهمیت بناهای برجسته تاریخی در ایالات متحده را تعیین کرده‌است. این همه در شهرستان کالاوراس در سرزمین طلا واقع در ایالت کالیفرنیا قرار دارد.
پارک ایالتی این شهرستان با درختان بزرگ کالاوراس که از درختان عظیم سکویا به‌شمار می‌رود محافظت می‌کند، این پارک در چند مایلی شرق شهر آرنولد در بزرگراه ایالتی ۴ واقع شده‌است.

## نگارخانه

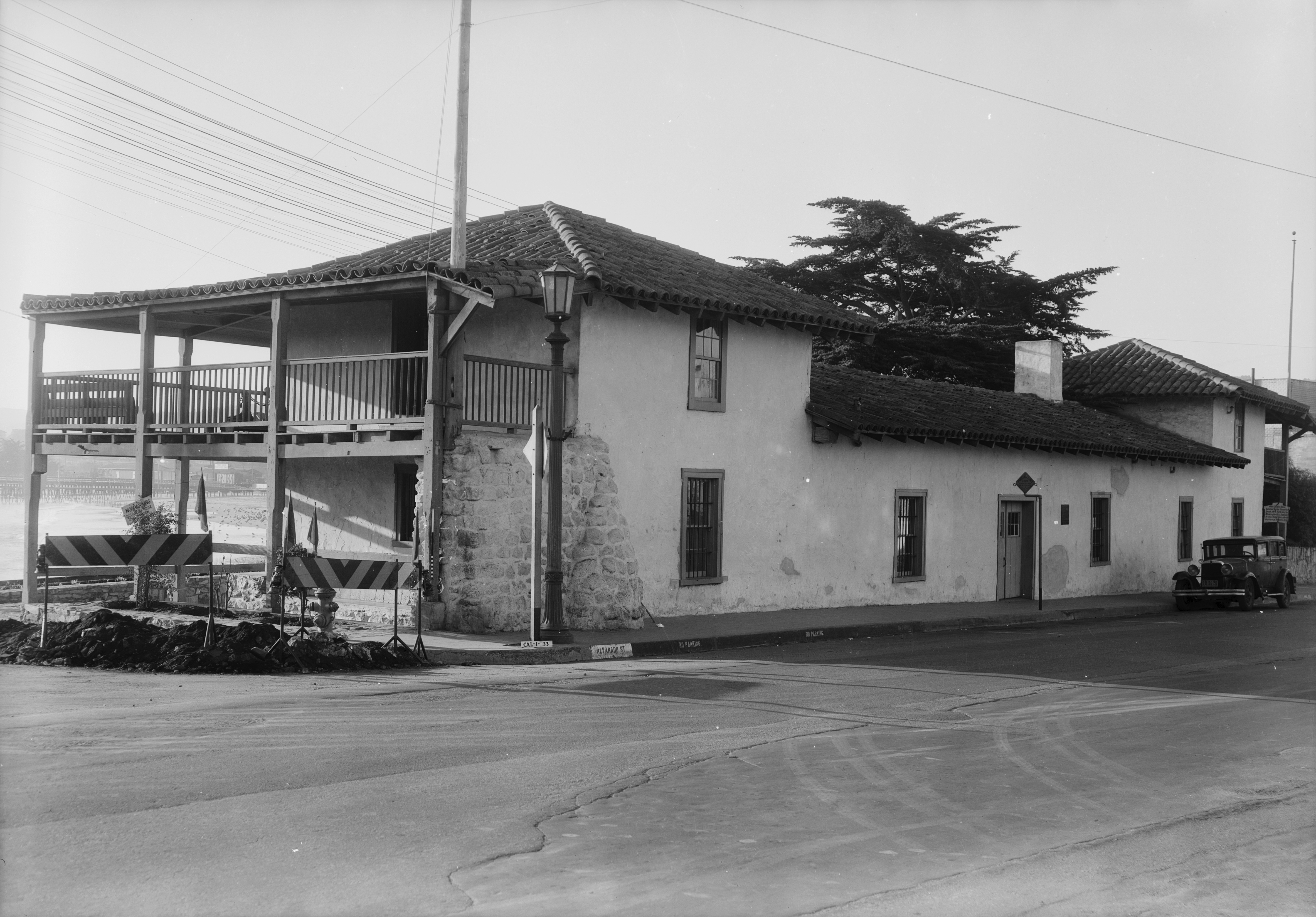
The Old Customhouse in Monterey, the first designated California Historical Landmark, where U.S. Commodore John Drake Sloat raised the American flag and declared California part of the United States in 1846
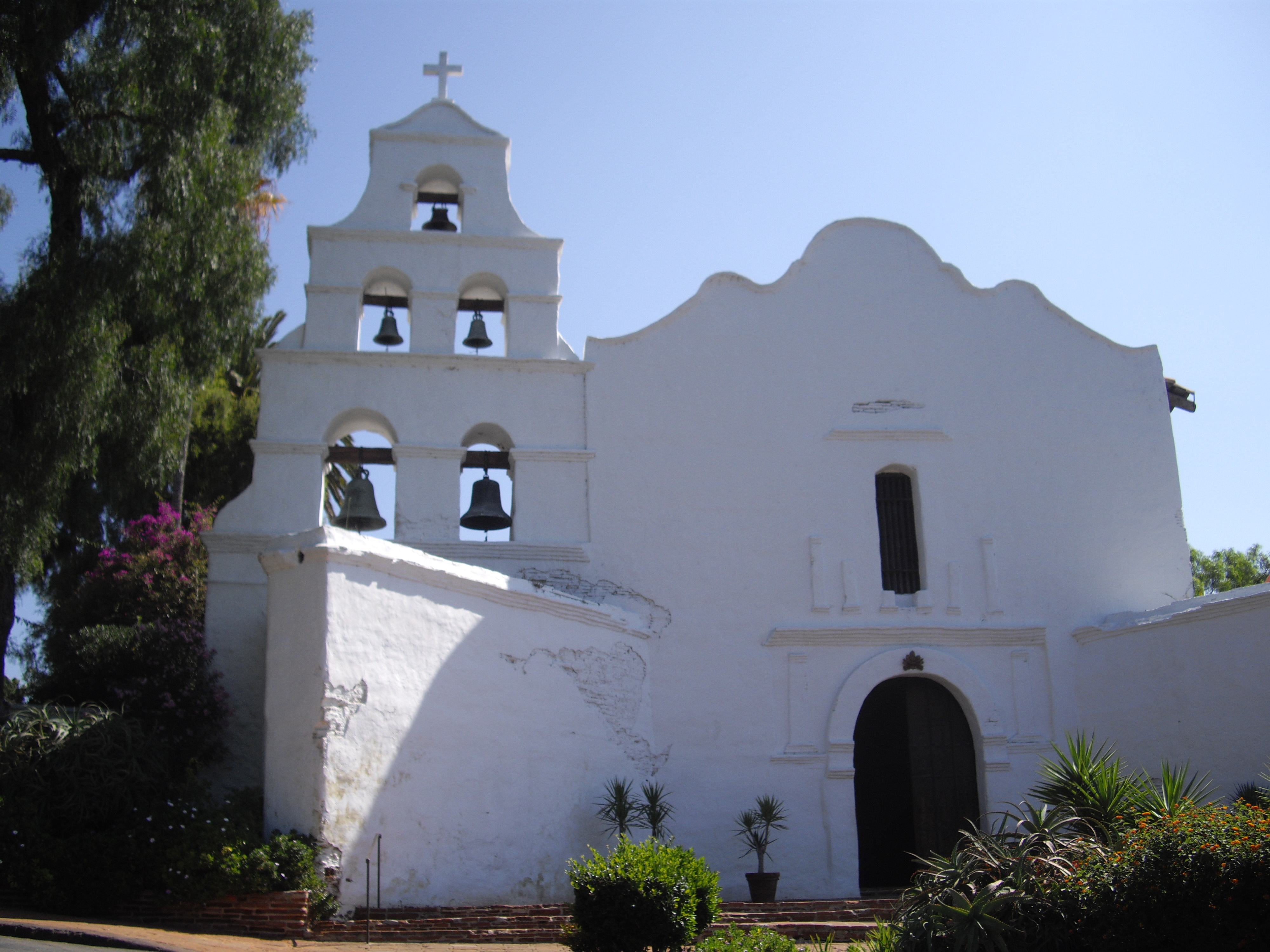
Mission San Diego de Alcalá in San Diego was founded as the first Spanish mission in California in 1769
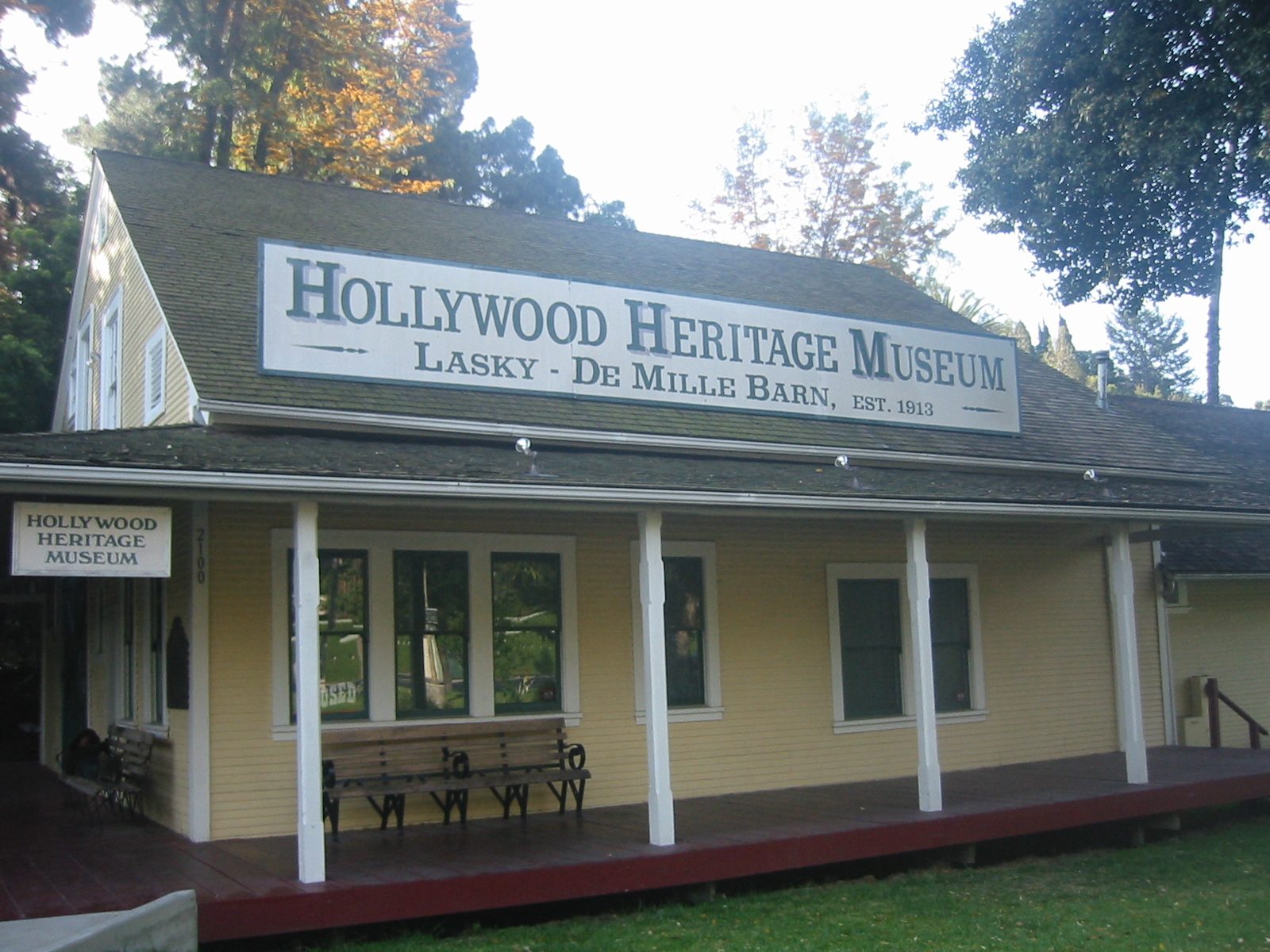
The Cecil B. DeMille Studio Barn, now the Hollywood Heritage Museum, was where Cecil B. DeMille and Jesse Lasky established Hollywood's first major film company studio in 1913
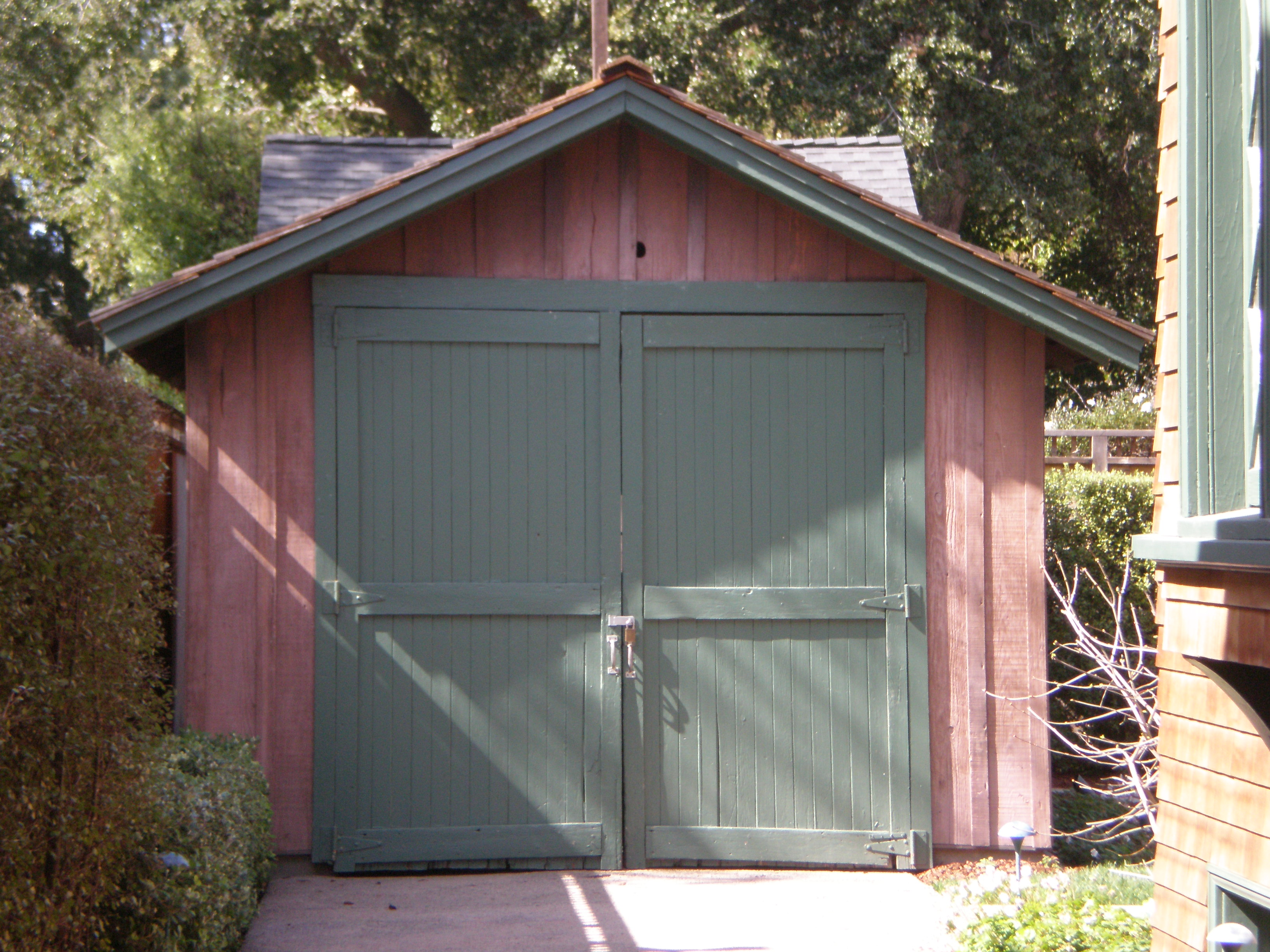
The HP Garage in Palo Alto, considered the "Birthplace of Silicon Valley", where David Packard and William Redington Hewlett developed their first product in the 1930s
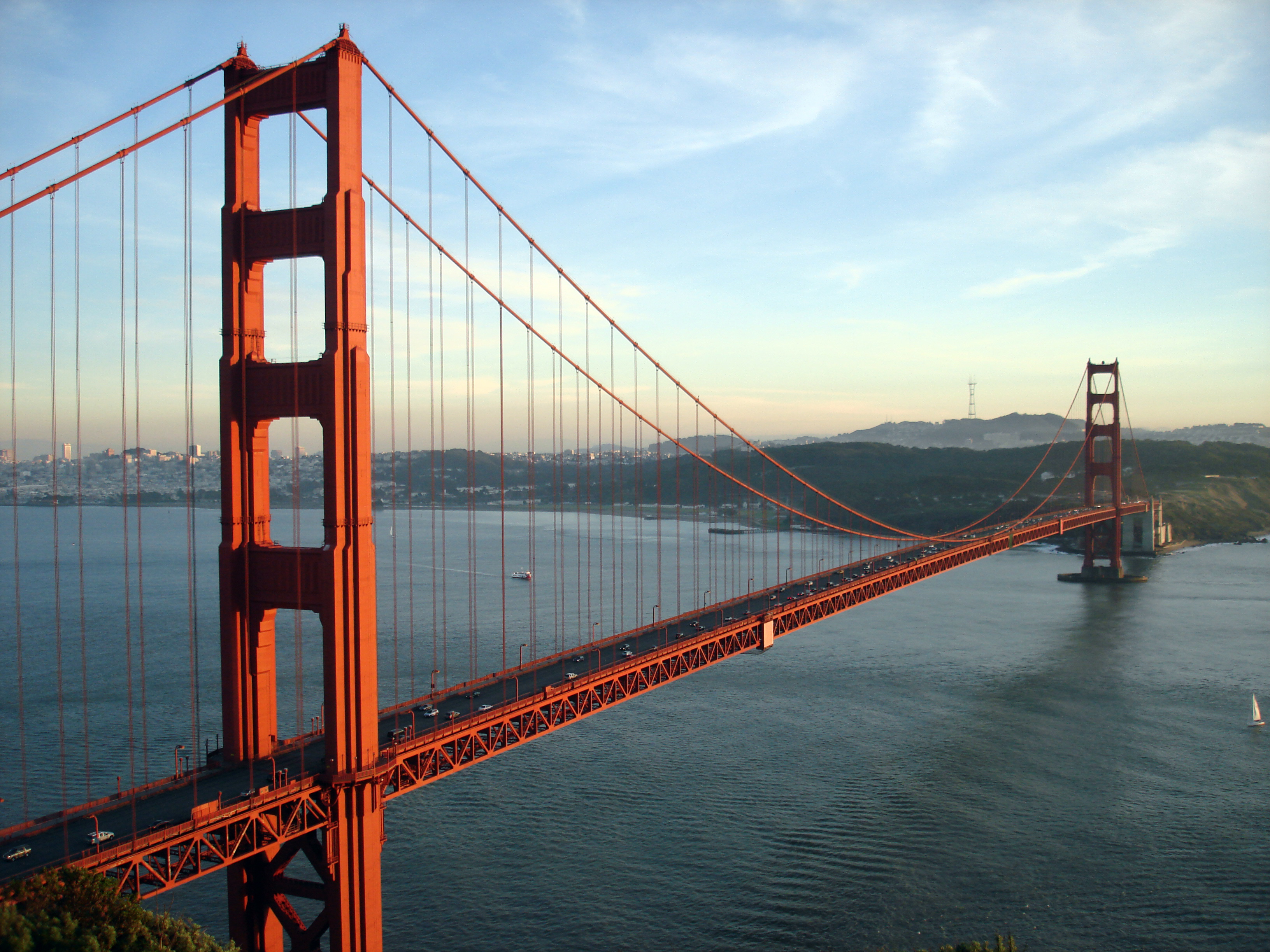
The Golden Gate Bridge, connecting San Francisco with Marin County
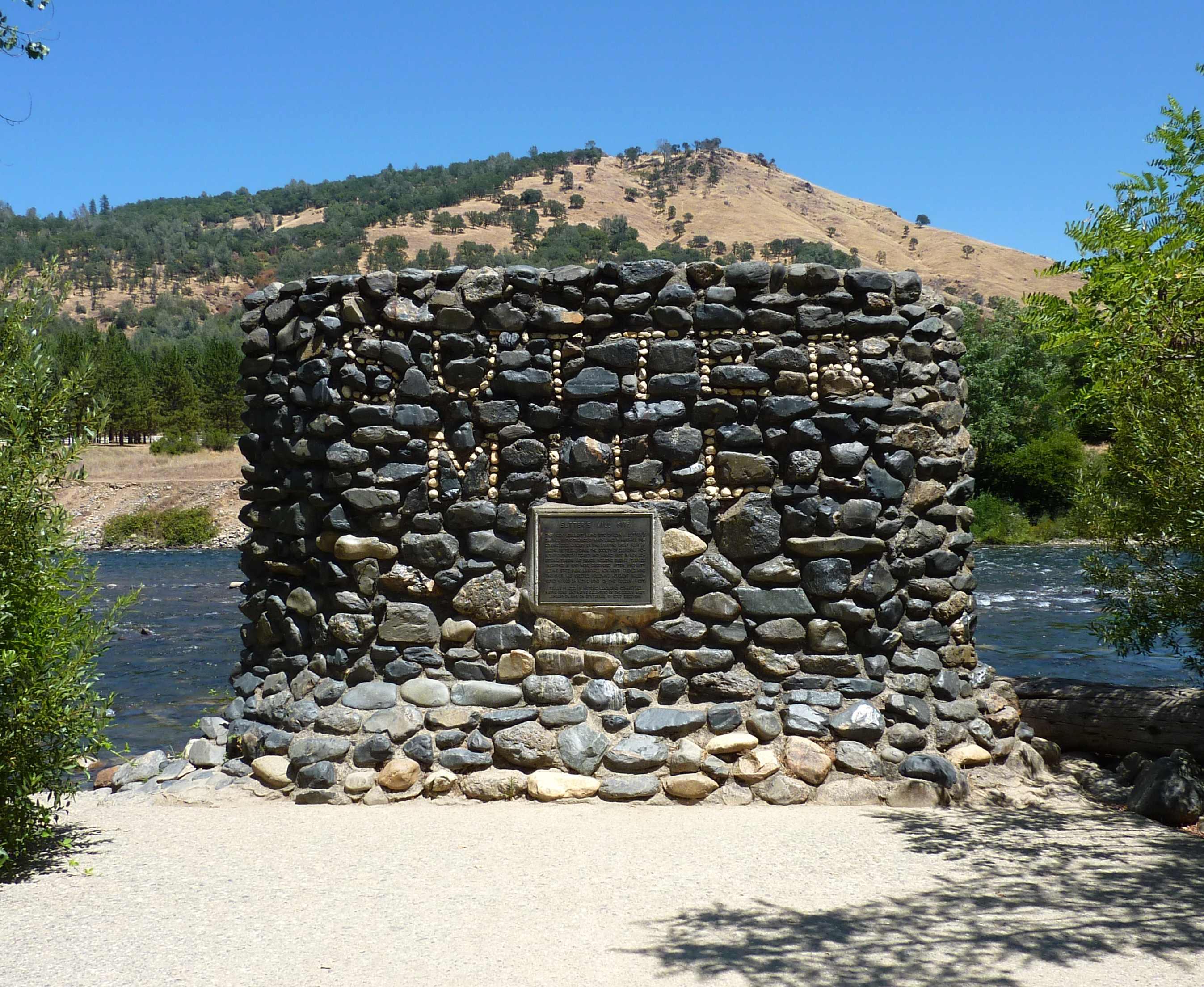
Sutter's Mill, Marshall Gold Discovery Site, where James W. Marshall first discovered gold in 1848, sparking the California Gold Rush
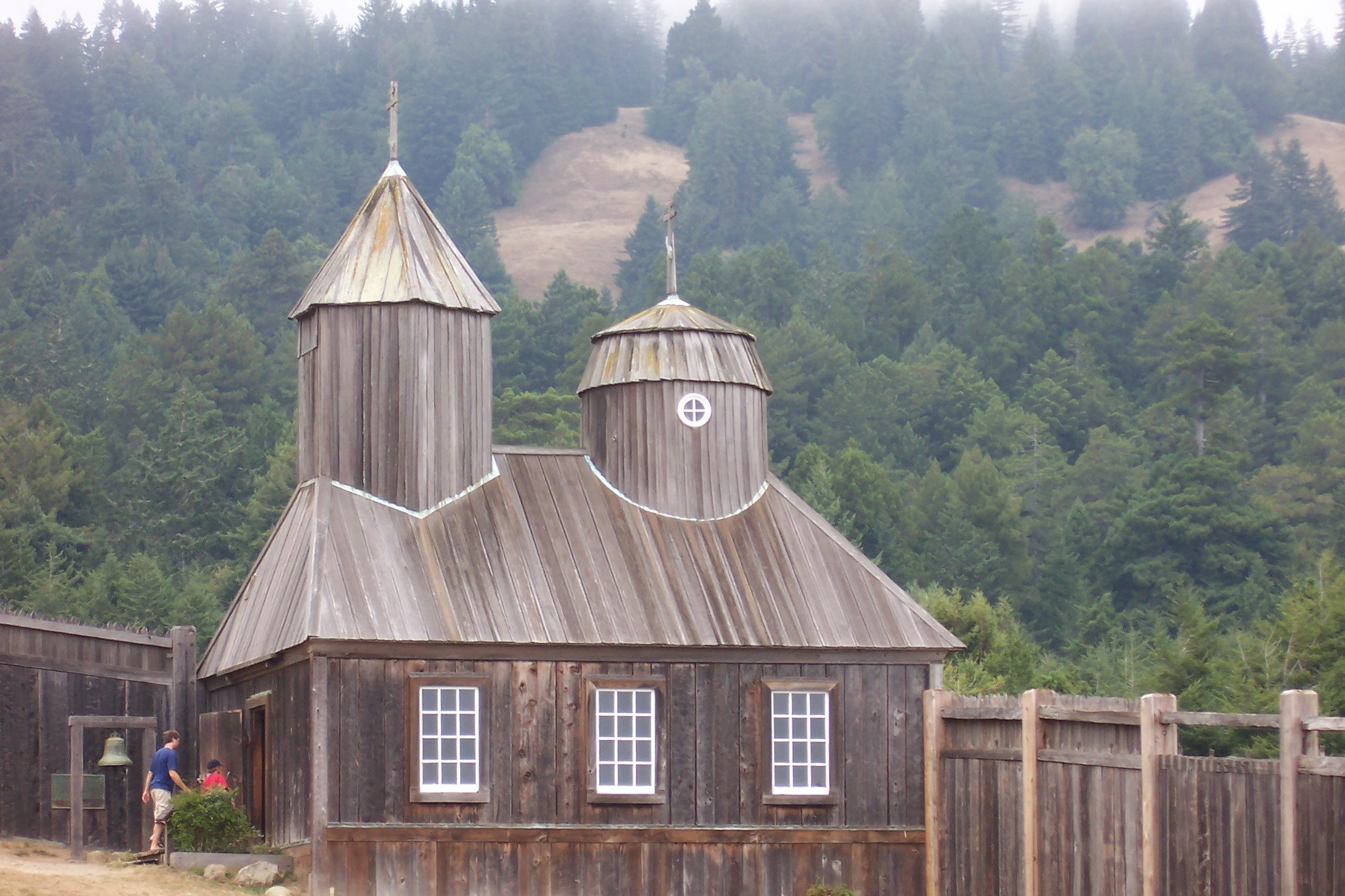
Fort Ross was established as a trading post by Russian colonists in 1812
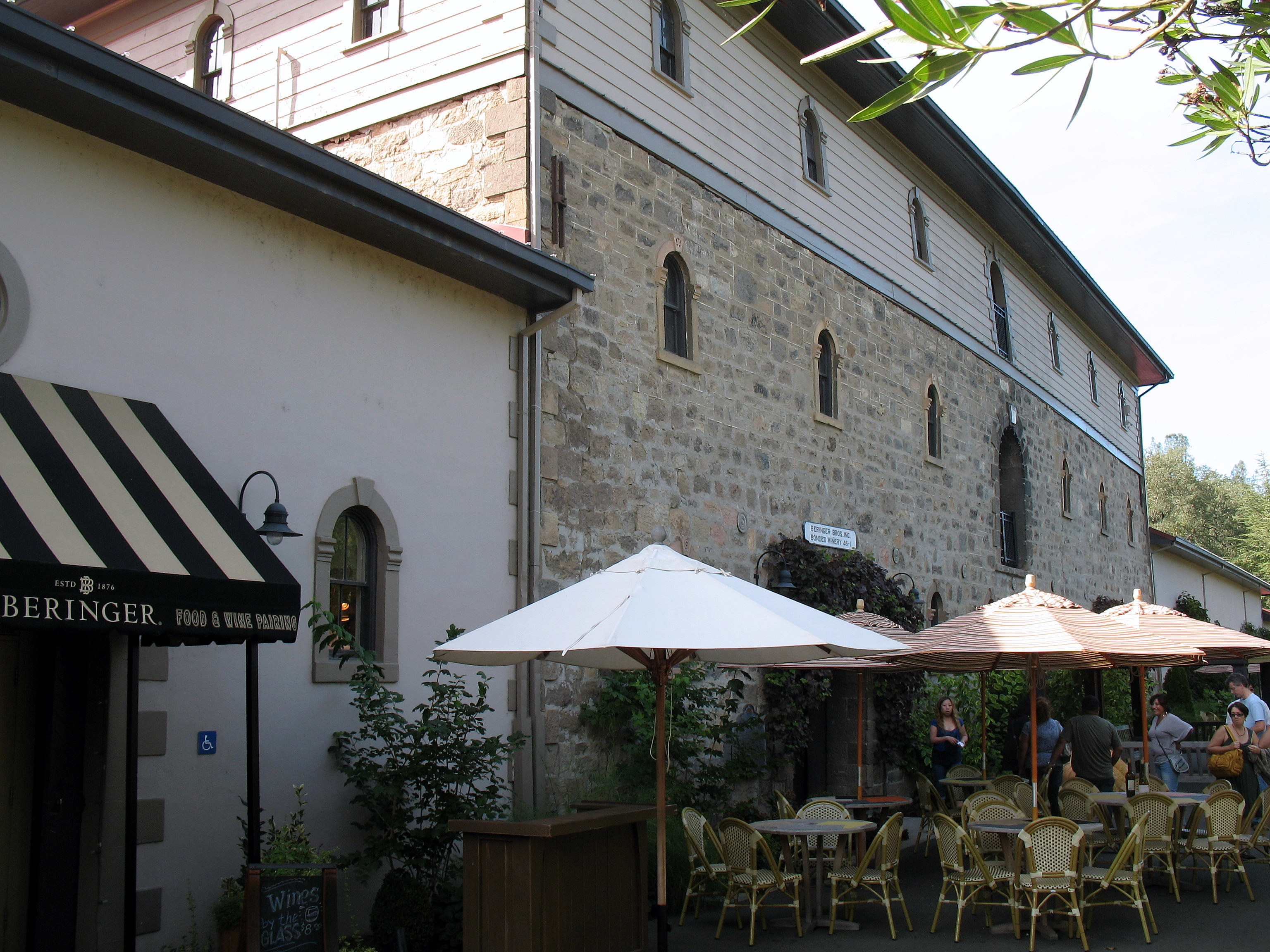
Founded in 1875, Beringer is the oldest continuously operating winery in the Napa Valley
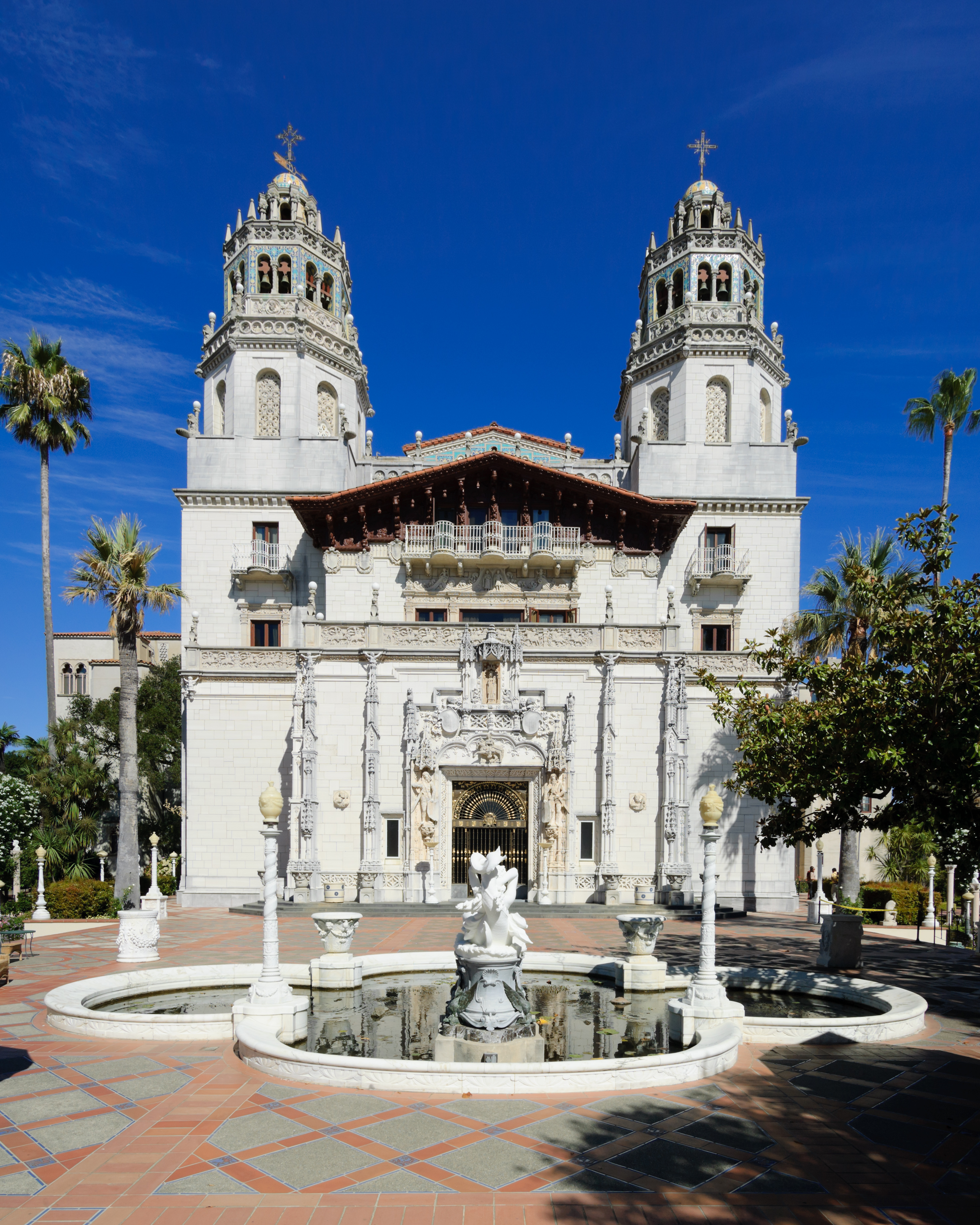
Hearst Castle
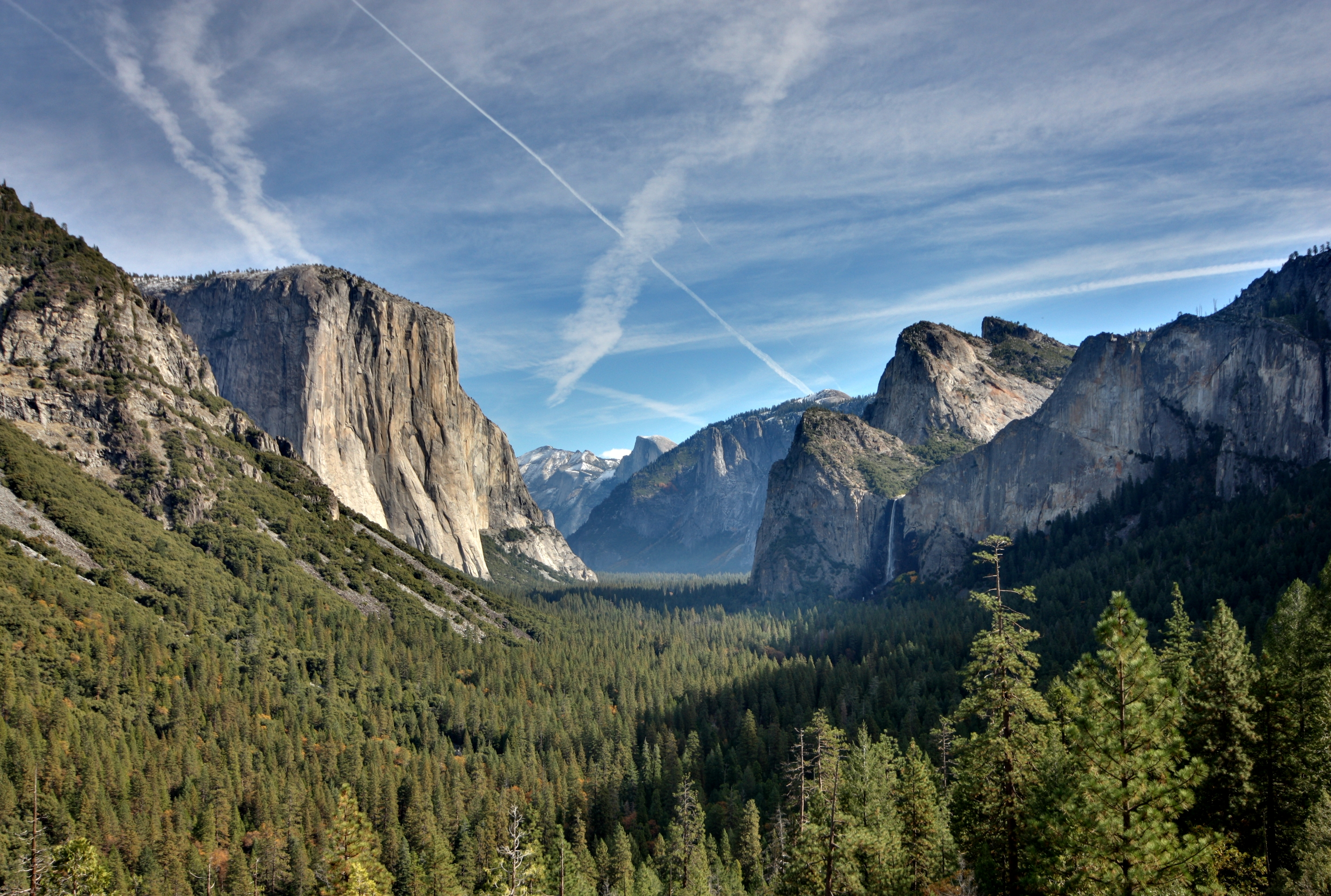
Yosemite Valley
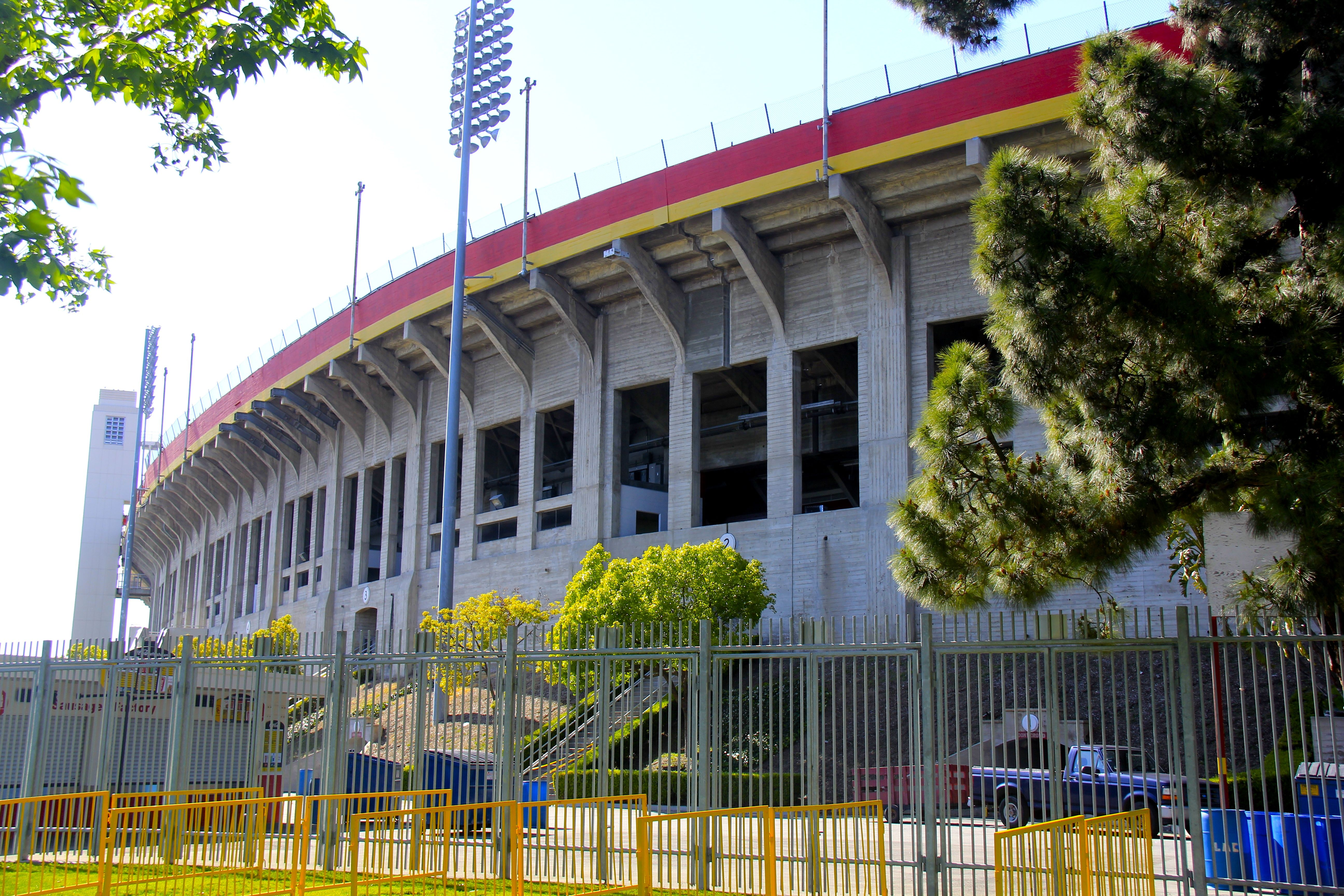
The Los Angeles Memorial Coliseum, opened in 1923